# 真盛寺
真盛寺（しんせいじ）は、東京都杉並区梅里一丁目にある寺院で、真盛上人の興した天台真盛宗の東京別院である。

## 歴史
寛永8年（1631年）に、伊賀国（現在の三重県）出身の真観上人によって現在の文京区湯島の地に建立された。その後天和3年（1683年）に現在の台東区谷中に、さらに元禄元年（1688年）に本所区中之郷(現在の墨田区横川)に移転した。現在地へは大正11年（1922年）に移転した。延宝元年（1673年）に三井高利が江戸・日本橋において創業した越後屋の菩提寺になっており、俗に「三井寺」とも呼ばれている。また境内は杉並区内においては第3位の広さを誇る。

## 真盛寺と大相撲
昭和20年3月10日の東京大空襲で、下町一帯は焼け野原になり、周囲にあった相撲部屋もほとんど消失、一か月ほど経ってから、後援会の取り持ちで玉ノ海率いる二所ノ関部屋が間借りした。5月25日の夜の空襲で真盛寺界隈も戦渦に見舞われると、神風ら部屋の力士たちが消火活動に奔走し火を消し止め、真盛寺は護られた。翌日焼け出された双葉山が20名ほどの弟子を連れ一か月ほど身を寄せる。昭和21年10月には大ノ海が第45代横綱となる若ノ花をスカウトし、真盛寺に連れてくる。昭和22年夏場所千秋楽の夜、若ノ花とのちの大関琴ヶ濱が食事に行こうとすると、力道山に脱走と勘違いされ、以後目をかけられしごかれることになる。二所ノ関部屋は昭和25年に両国へ戻るが、大ノ海は杉並に残り若ノ花を連れて分家独立、杉並区阿佐ヶ谷に花籠部屋（独立当初は芝田山部屋）を創設する。真盛寺はのちに花籠部屋、二子山部屋を枢軸とした「阿佐ヶ谷勢」魁の地となった。

## 施設・史跡
- 本堂 - 安永5年（1776年）
- 元三大師堂 - 文政3年（1820年）
- 中玄関書院 - 慶応元年（1865年）

いずれも本所にあったものを当地に移築したもの。
- 客殿・庫裡 - 明治天皇の行幸を仰ぐため細川侯爵邸を譲り受け、目白高田老松町（現在の豊島区）から移築したもの。
- 新鏡ヶ池

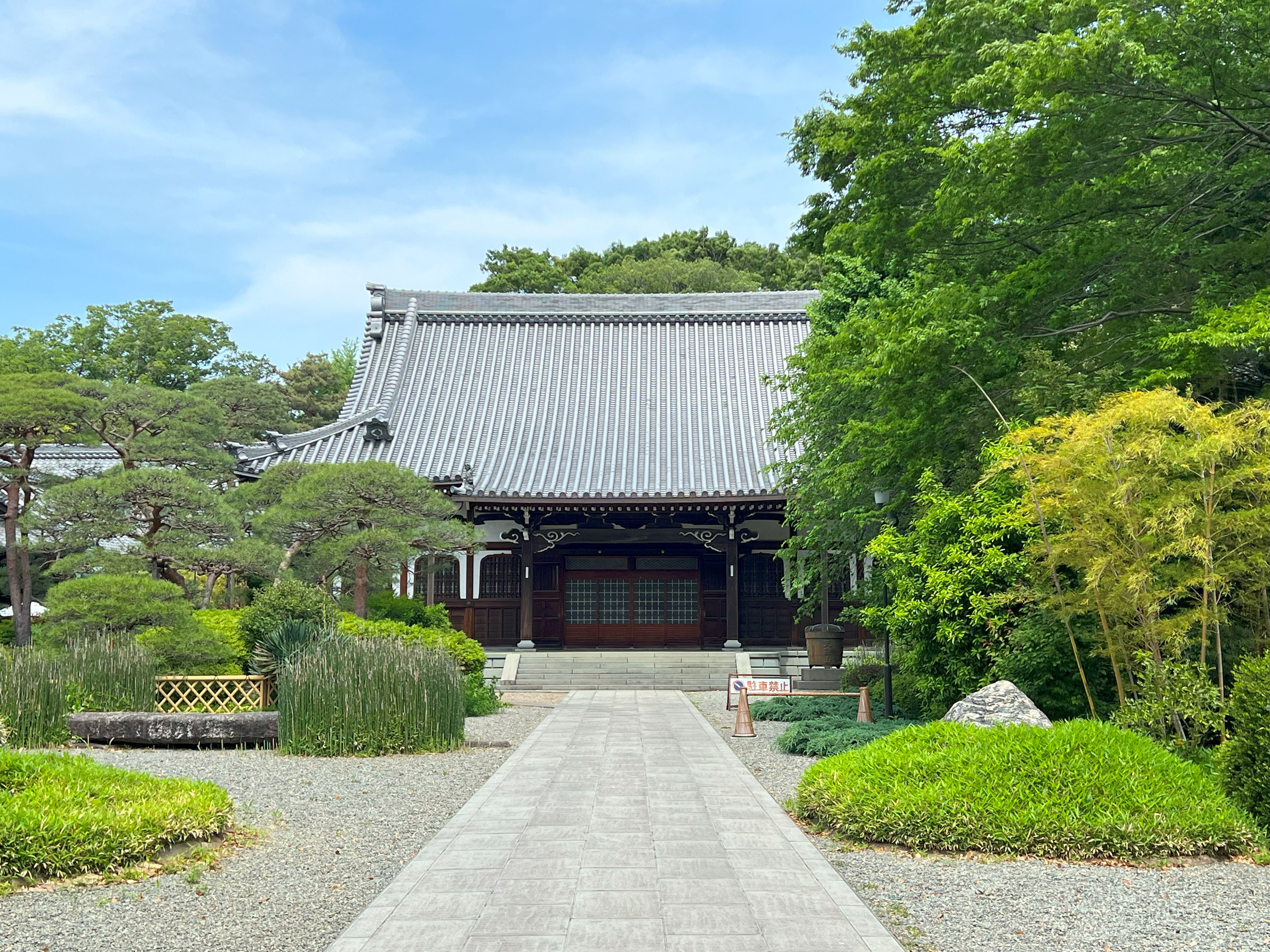
本堂
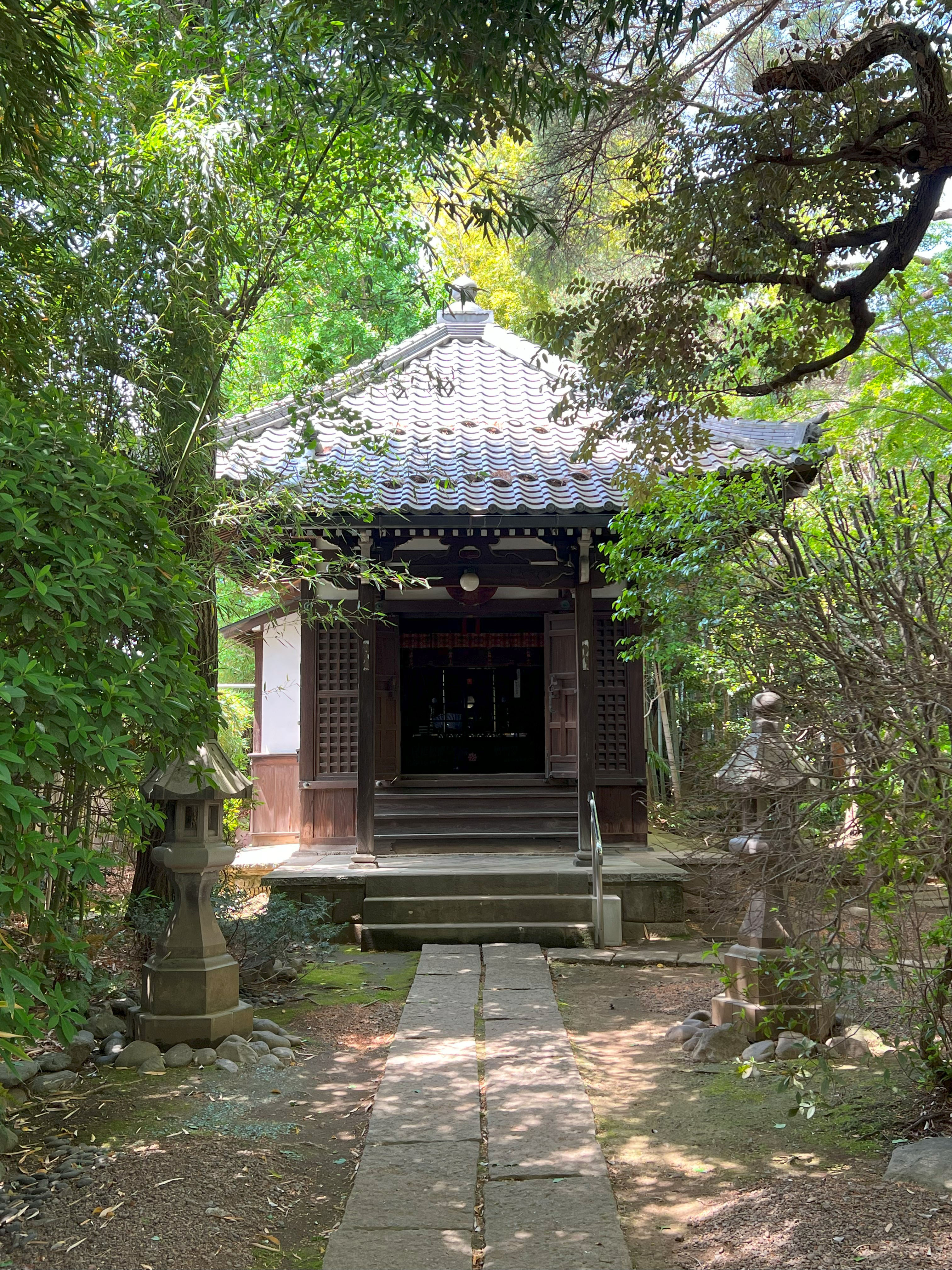
元三大師堂
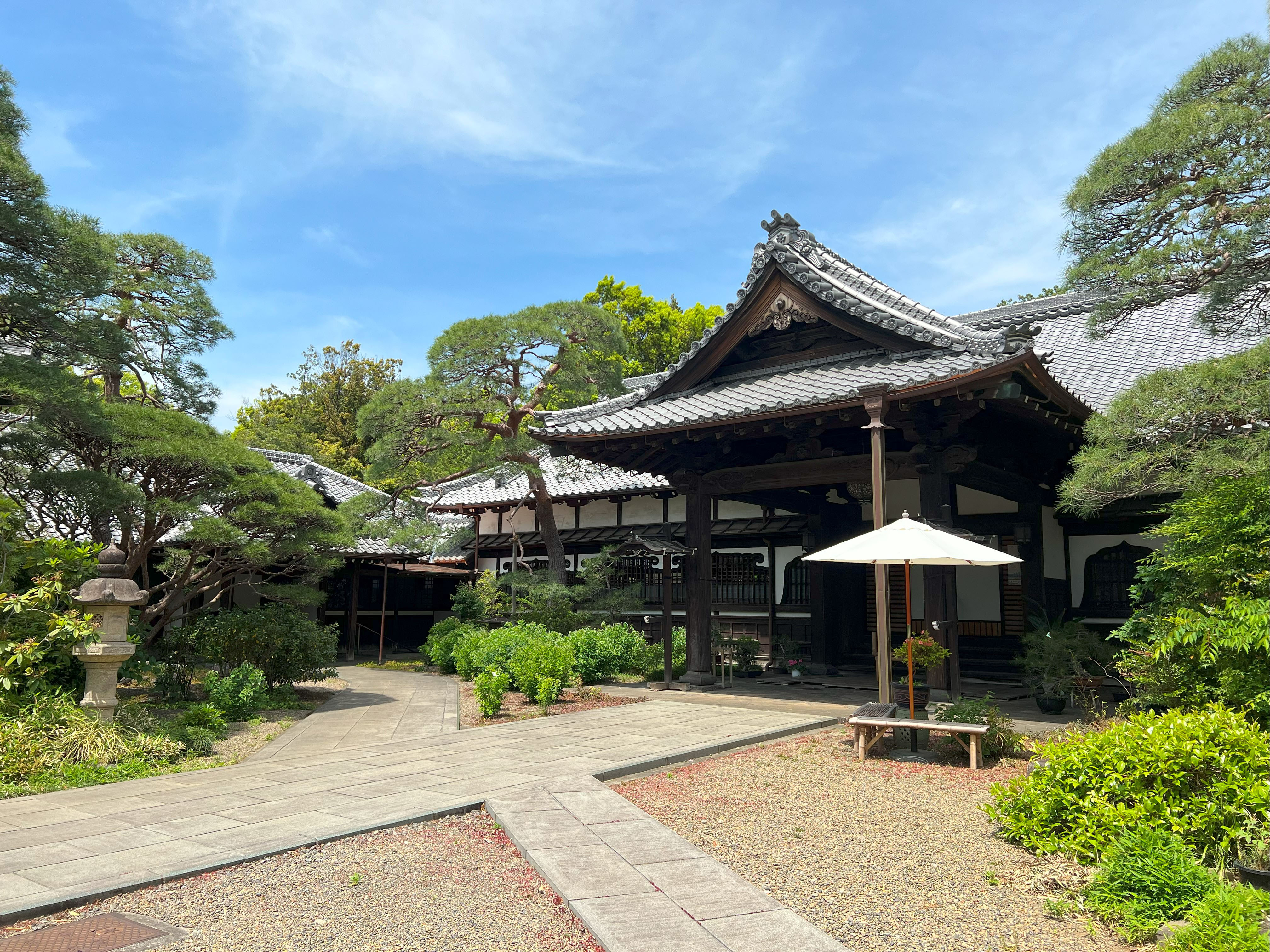
客殿
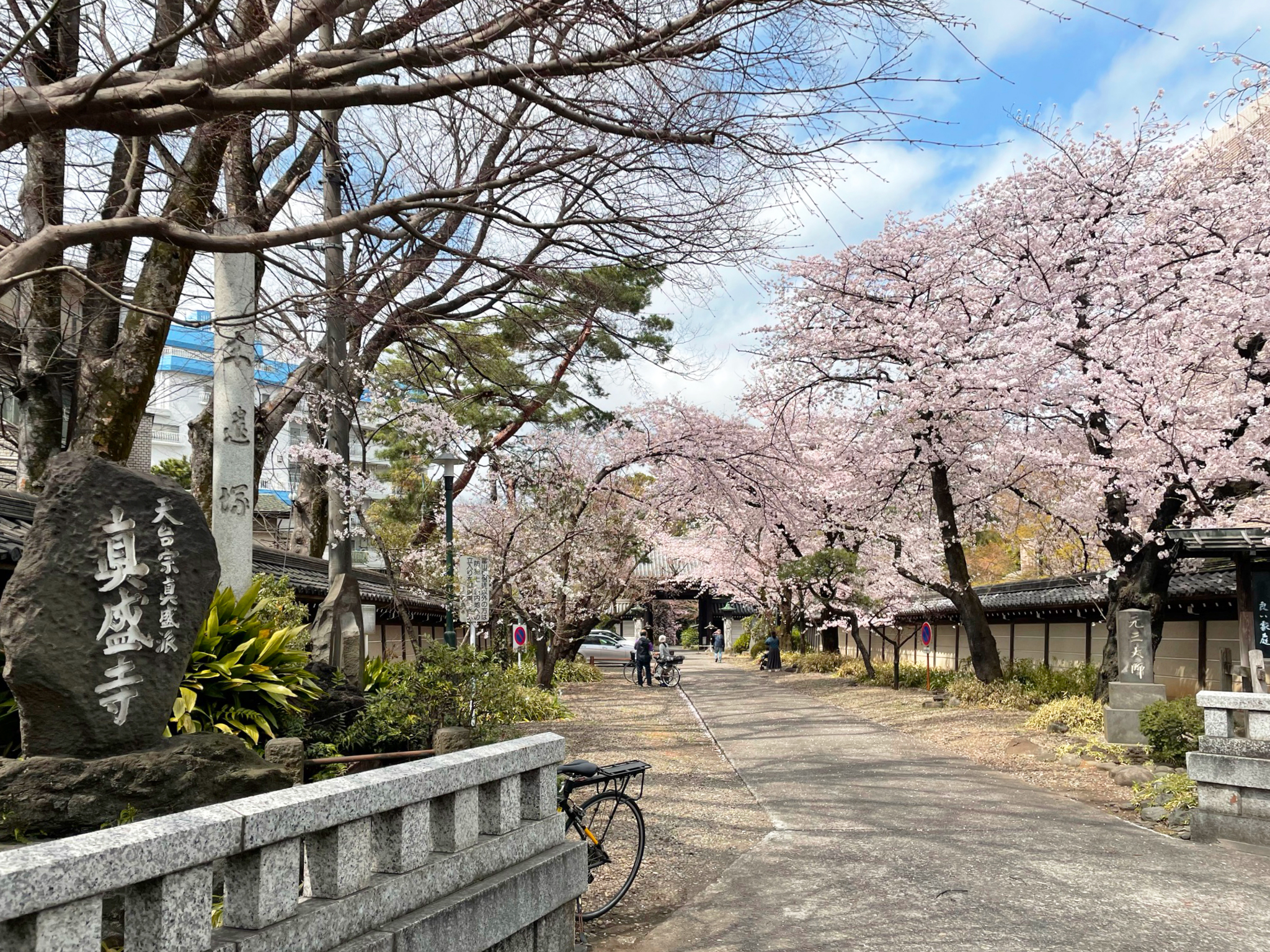
山門の桜

## アクセス
- 東京メトロ丸ノ内線東高円寺駅より徒歩8分。
- 東高円寺駅、新宿駅、阿佐ケ谷駅などよりバス（都営バス宿91系統・渋66系統）セシオン杉並前下車徒歩2分
- ただし境内は一般公開していない。